# Trimstein
Trimstein es una localidad y antigua comuna suiza del cantón de Berna, situada en el distrito administrativo de Berna-Mittelland, comuna de Münsingen. 

## Geografía
La antigua comuna limitaba al norte con la comuna de Worb, al este con Schlosswil y Konolfingen, al sur con Münsingen, y al oeste con Rubigen.

## Historia
La primera mención escrita del lugar fue en 1148 bajo el nombre de Trimestein.  Desde 1268 se encuentra la mención actual de Trimstein. El nombre del lugar proviene de la palabra en antiguo alto alemán tirmin (frontera), una palabra "prestada" al latín terminus. En un contrato de venta de 1341 son mencionados Peter von Trimstein, su hijo Heinrich y su sobrino Werner. La Señoría de Trimstein perteneció de facto desde 1498 a la señoría de Worb. La alta justicia sobre el territorio era ejercida por el tribunal regional de Konolfingen. Tras la caída del antiguo régimen en 1798 Trimstein perteneció al distrito de Höchstetten y a partir de 1803 tras la disolución de la República Helvética al distrito de Konolfingen. Durante el siglo XIX y gran parte del XX Trimstein fue una localidad de la comuna de Rubigen. El 24 de septiembre de 1989 fue aprobada la separación. A partir del 1 de enero de 1993 Trimstein pasó a ser una comuna independiente. Estatus que logró mantener hasta el 31 de diciembre de 2012. El 18 de junio de 2012 fur aprobada la fusión con la vecina ciudad de Münsingen por 84,5% de los votantes. A partir del 1 de enero de 2013 Trimstein pasó a ser una localidad de dicha ciudad. Hasta el 31 de diciembre de 2009 estuvo situada en el distrito de Konolfingen, tras su disolución fue incluida en el distrito administrativo de Berna-Mittelland.